# Wenezuela na Zimowych Igrzyskach Olimpijskich 2006
Wenezuela na Zimowych Igrzyskach Olimpijskich 2006 – występ jednoosobowej kadry sportowców reprezentujących Wenezuelę na igrzyskach w Turynie w 2006 roku.
W składzie znalazł się jeden zawodnik – Werner Hoeger, który wystąpił w saneczkarstwie. W konkurencji jedynek zajął 32. miejsce w gronie 35 sklasyfikowanych zawodników. 
Był to trzeci występ Wenezueli na zimowych igrzyskach olimpijskich i osiemnasty start olimpijski, wliczając letnie występy.
Rolę chorążego reprezentacji podczas ceremonii otwarcia i podczas ceremonii zamknięcia igrzysk pełnił Werner Hoeger. Reprezentacja Wenezueli weszła na stadion jako przedostatnia – po reprezentacji Uzbekistanu, a przed reprezentacją gospodarzy igrzysk w Turynie, Włoch. Dla Hoegera były to drugie igrzyska w karierze, startował również na poprzednich igrzyskach, w 2002 roku w Salt Lake City. 

## Wyniki

### Saneczkarstwo
Wenezuelczyk wziął udział w jednej konkurencji – jedynkach mężczyzn. W rywalizacji zajął 32. miejsce, pokonując trzech sklasyfikowanych zawodników – Słowaka Jaroslava Slávika, Japończyka Shigeaki Ushijimę i Brytyjczyka Marka Hattona. Do zwycięzcy zawodów, Armina Zöggelera, stracił 17,502 sekundy.
| Konkurencja      | Zawodnik      | Przejazd 1 | Przejazd 1 | Przejazd 2 | Przejazd 2 | Przejazd 3 | Przejazd 3 | Przejazd 4 | Przejazd 4 | Łącznie  | Łącznie |
| Konkurencja      | Zawodnik      | Czas       | Miejsce    | Czas       | Miejsce    | Czas       | Miejsce    | Czas       | Miejsce    | Czas     | Miejsce |
| ---------------- | ------------- | ---------- | ---------- | ---------- | ---------- | ---------- | ---------- | ---------- | ---------- | -------- | ------- |
| Jedynki mężczyzn | Werner Hoeger | 56,754     | 36.        | 55,411     | 35.        | 56,256     | 34.        | 55,169     | 35.        | 3:43,590 | 32.     |